# (24087) Ciambetti
(24087) Ciambetti est un astéroïde de la ceinture principale.

## Description
(24087) Ciambetti est un astéroïde de la ceinture principale. Il fut découvert le 27 octobre 1999 à Dossobuono par l'observatoire Madonna di Dossobuono. Il présente une orbite caractérisée par un demi-grand axe de 2,42 UA, une excentricité de 0,22 et une inclinaison de 11,6° par rapport à l'écliptique.

## Compléments